# 26 settembre
Il 26 settembre è il 269º giorno del calendario gregoriano (il 270º negli anni bisestili). Mancano 96 giorni alla fine dell'anno.

## Eventi
- 52 a.C. – Con la resa del capo gallo Vercingetorige, Giulio Cesare vince la battaglia di Alesia
- 46 a.C. – Giulio Cesare inaugura il tempio a Venere Genitrice nel Foro di Cesare, in seguito a un voto fatto prima della battaglia di Farsalo.
- 1580 – Sir Francis Drake circumnaviga il globo.
- 1687 – Il Partenone di Atene viene parzialmente distrutto da un'esplosione causata dal bombardamento condotto dalle forze veneziane guidate da Francesco Morosini, che stavano assediando i Turchi ottomani.
- 1777 – Truppe britanniche occupano Filadelfia durante la Rivoluzione americana.
- 1789 – Thomas Jefferson viene nominato come primo Segretario di Stato degli Stati Uniti; John Jay è il primo Giudice Capo della Corte suprema degli Stati Uniti; Samuel Osgood è il primo Direttore generale del servizio postale statunitense; Edmund Randolph è il primo Procuratore generale degli Stati Uniti.
- 1810 – Un nuovo Atto di successione viene adottato dal Parlamento svedese e Jean-Baptiste Jules Bernadotte diventa l'erede al trono di Svezia.
- 1896 – inizia il primo Congresso antimassonico internazionale a Trento.
- 1902 – Modica in Sicilia viene devastata da una violentissima alluvione. La provincia di Ragusa è un territorio collinare, ciò favorì il riversamento di grandi quantità di fango e detriti proprio sulla città. Il centro della città fu quasi ricostruito per intero.
- 1907 – La Nuova Zelanda diventa un dominion.
- 1914 – Negli USA viene istituita la Federal Trade Commission (FTC).
- 1918 – Prima guerra mondiale: vicino a Verdun, comincia l'Offensiva della Mosa-Argonne. In totale moriranno 26 000 statunitensi, 70 000 francesi e 120 000 tedeschi.
- 1934 – Viene varata la RMS Queen Mary.
- 1941 – La Germania ottiene una grande vittoria nella battaglia di Kiev.
- 1944 – Fallisce l'Operazione Market Garden.
- 1944 – Eccidio di Bassano.
- 1950 – Truppe delle Nazioni Unite riconquistano Seul dalla Corea del Nord.
- 1957 – Debutta a Broadway West Side Story di Leonard Bernstein.
- 1959 – Ucciso Solomon Bandaranaike, primo ministro di Ceylon.
- 1960 – A Chicago si svolge il primo dibattito tra candidati alla presidenza USA (Richard Nixon e John F. Kennedy) trasmesso per televisione.
- 1962 – Proclamazione della Repubblica Araba dello Yemen.
- 1969 – L'album dei Beatles, Abbey Road, viene pubblicato nel Regno Unito.
- 1980 – Una bomba fatta esplodere vicino all'ingresso dell'Oktoberfest di Monaco di Baviera dal neonazista Gundolf Köhler uccide 13 visitatori e ne ferisce altri 200.
- 1986 – Uscì in edicola il primo numero di Dylan Dog "L'Alba dei Morti Viventi" edito in Italia dalla Sergio Bonelli Editore.
- 1997 – Alle ore 11:40:26 un potente terremoto di magnitudo 6.1 sulla scala Richter si scatena ad una profondità di 9,8 km; il sisma ha avuto come epicentro la cittadina umbra di Colfiorito (PG). Ci furono 11 morti, 100 feriti e 80.000 case distrutte. Molti edifici importanti in ambito storico-artistico e culturale, come la Basilica di San Francesco di Assisi nell'ordine del più del 55%, sono andati distrutti. Grazie all'aiuto di sapienti restauri si è riusciti entro l'inizio del nuovo millennio a riportare nella forma originale tutte le zone e le opere della chiesa.
- 2002 – Il Le Joola, un traghetto senegalese sovraccarico affonda nell'oceano al largo della costa del Gambia; più di 1 800 morti.
- 2006 – Il Vaticano scomunica l'arcivescovo Mons. Emmanuel Milingo insieme ai quattro vescovi da lui ordinati, in quanto sposati.

## Nati
Ci sono circa 1 130 voci su persone nate il 26 settembre; vedi la pagina Nati il 26 settembre per un elenco descrittivo o la categoria Nati il 26 settembre per un indice alfabetico.

## Morti
Ci sono circa 480 voci su persone morte il 26 settembre; vedi la pagina Morti il 26 settembre per un elenco descrittivo o la categoria Morti il 26 settembre per un indice alfabetico.

## Feste e ricorrenze

### Civili
Internazionali:
- Unione europea – Giornata europea delle lingue
- Giornata internazionale per l'eliminazione totale delle armi nucleari[1]
- Giornata mondiale degli amanti dei cani[2]

### Religiose
Cristianesimo:
- Santi Cosma e Damiano, medici e martiri
- Santi Cipriano, Giustina e Teoctisto, martiri
- San Cristoforo della Guardia, martire
- Sant'Eusebio di Bologna, vescovo
- San Gedeone, giudice d'Israele
- San Nilo da Rossano, abate
- San Sebastiano Nam I-gwan e compagni, Lucia Kim, Caterina Yi e Maddalena Cho, martiri
- San Senatore d'Albano, martire
- San Vigilio di Brescia, vescovo
- Santa Teresa Couderc, fondatrice delle Suore di Nostra Signora del Ritiro al Cenacolo
- Beato Bonaventura da Puzol (Julio Esteve Flors), sacerdote e martire
- Beata Crescenza Valls Espi, vergine e martire
- Beato Kaspar Stanggassinger, sacerdote redentorista
- Beato Leone Maria da Alacuas (Emanuele Legua Martì), sacerdote e martire
- Beata Lucia da Caltagirone, vergine
- Beato Luigi Tezza, cofondatore delle Figlie di San Camillo
- Beata Maria del Olvido Noguera Albelda, vergine e martire
- Beate Maria del Rifugio (Teresa Rosat Balasch) e Maria del Calvario (Giuseppina Romero Clariana), vergini e martiri
- Beata Maria della Natività, vergine mercedaria
- Beata Maria Jorda Botella, vergine e martire
- Beati Raffaele Pardo Molina e Giuseppe Maria Vidal Segu, martiri domenicani
- Beato Stefano di Rossano, monaco

Religione romana antica e moderna:
- Natale di Venere Genitrice nel Foro di Cesare